# DNS-Hijacking
Ein DNS-Hijacking (zu engl. to hijack, entführen) bezeichnet einen Eingriff in die Funktion des Domain Name Systems, bei der absichtlich falsche Antworten gegeben werden.

## Positive Antwort trotz negativer Daten
Eine bei mehreren Internetprovidern (Telekom, Alice, Versatel) gängige Praxis besteht darin, DNS-Anfragen zu Domänennamen, die von den übergeordneten, autoritativen Nameservern als definitiv nicht existent gemeldet werden (NXDOMAIN), nicht mit ebendieser Fehlermeldung an den Kunden zurückzugeben, sondern stattdessen die Adresse eines eigenen Internetangebots zu liefern. Sofern die ursprüngliche Anfrage in Vorbereitung auf das Abrufen einer Webseite mit einem Browser gestellt wurde, führt dies dazu, dass der Benutzer anstelle einer Fehlermeldung zum Beispiel eine Suchseite des Providers eingeblendet bekommt. Ein Entwickler dieses Verfahrens nennt es „Web Error Redirection“. Problematisch ist an dieser Technik jedoch, dass auch nicht Web-basierte Internetdienste mit vom Domäneneigentümer in dieser Form nicht beabsichtigten Daten versorgt werden können und hierbei gerade das Ausbleiben einer Fehlermeldung zu unerwartetem Verhalten führen kann. So könnte ein mobiler Windows-Rechner bei positiven Antworten auf gewisse DNS-Anfragen fälschlicherweise davon ausgehen, sich im (sicheren) lokalen Netzwerk zu befinden.
Bei den gängigen Providern ist es möglich, das besagte Merkmal zu deaktivieren. Alternativ können DNS-Anfragen über unabhängige Nameserver getätigt werden, ohne dass diese beim Provider auflaufen.
Clientseitig findet sich diese Funktion ebenfalls in einigen Browser-Erweiterungen.

## Böswillige Umleitung
Neben dieser als Kundendienst gedachten Umleitung bei nicht existenten Domains wird von einigen Schadsoftwares auch bei tatsächlich existenten Domains umgeleitet. Beispielsweise geschieht dies, um das Nachladen von Antivirus-Software zu unterbinden, um Werbung einzublenden oder um den Benutzer auf eine Nachbildung der tatsächlich gewünschten Webseite umzuleiten und so an vertrauliche Daten zu gelangen (Phishing).

## Zensur durch DNS-Hijacking
Um Netzsperren durchzusetzen, verwenden manche Provider DNS-Hijacking, da man so sehr zielgerichtet Webseiten sperren kann. Seit dem 1. Februar 2018 kommt diese Art von DNS-Hijacking bei Vodafone zum Einsatz, um illegale Streaming-Portale wie Kinox.to oder Burning Series zu sperren. Der Grund ist eine einstweilige Verfügung von Constantin Film. Am 11. März 2021 wurde die Clearingstelle Urheberrecht im Internet gegründet. Die an diesem Zusammenschluss teilnehmenden Telekommunikationsunternehmen verhindern per DNS-Hijacking den Besuch der durch die Clearingstelle festgelegten Websites.